# Gioconda Belli
Gioconda Belli, född 9 december 1948 i Managua, Nicaragua, är en nicaraguansk författare, poet och politiker. 

## Författarskap
Gioconda Bellis tidiga poesi var en hyllning till den heterosexuella kvinnan. Ju mer involverad hon blev i politiken, desto mer speglades detta i hennes poesi. Hon har översatts till ett antal olika språk, men inte till svenska.

## Engagemang i Sandinisterna
Gioconda Belli var aktiv i sandinisternas (FSLN) kamp mot Somozas diktatur på 1970-talet. Hon berättar om kampen och politiken i sin självbiografi The country under my skin. Hon gick med i FSLN 1970 och var aktiv fram till 1975 då hon tvingades i exil.